# 飞水塔
飞水塔，位于中国广东省清远市清新县太和镇禾丰管理区，为清远市清新县的一个县级文物保护单位，类型为古建筑，公布时间为1995年。
飞水塔的历史年代为明万历（1585）。